# Tillandsia jenmanii
Tillandsia jenmanii är en gräsväxtart som beskrevs av John Gilbert Baker. Tillandsia jenmanii ingår i släktet Tillandsia och familjen Bromeliaceae. Inga underarter finns listade i Catalogue of Life.